# Sphaerina nitens
Sphaerina nitens là một loài ruồi trong họ Tachinidae.